# Чарльстон (фильм)
«Чарльстон», также «На мотив чарльстона», «Чарльстон-парад» (фр. Sur un air de Charleston; Charleston; Charleston-Parade) — французский немой художественный фильм Жана Ренуара, снятый в 1926 году и вышедший на экраны в 1927 году. Вдохновлён захлестнувшими Париж в 1920-е годы джазовой музыкой и модным танцем чарльстон, исполнением которого прославился танцор Джонни Хиггингс. Кроме того, в фильме используются некоторые приёмы авангардистского кино, к которому режиссёр был некоторое время близок.
Жена Ренуара Катрин Гесслинг уговорила его снять короткометражку, где вместе с Хиггинсом исполнила главные роли. По обыкновению режиссёра участие в создании приняли многие его друзья. Фильм был задуман как музыкальный и к нему было написано сопровождение, однако технические возможности и средства не дали реализовать эту задумку. Он вышел в ограниченный прокат в марте 1927 года и успеха не имел. Ещё один коммерческий провал вынудил постановщика отказаться от самостоятельного финансирования и заняться чисто коммерческим кино, работая на сторонних продюсеров.

## Сюжет

Кадр из фильма. Катрин Гесслинг и Джонни Хиггинс

В 2028 году, спустя несколько лет после опустошительной войны, из Центральной Африки в необжитую постапокалиптическую Европу прибывает отправившийся туда на шарообразном летательном аппарате чернокожий учёный. Его целью является исследование европейской пустыни — «Terra incognita», расположенной на месте Франции. На своём воздушном корабле он садится среди развалин Парижа прямо на одну из тумб Морриса. Оттуда выскакивает полуголая белая дикарка, где у неё находится прибежище. Девица, чьё одеяние состоит только из откровенного корсета и плавок, сначала воспринимает его враждебно и пришелец даже подозревает, что она хочет его съесть. Однако они находят общий язык, так как девушка знакомит его с местным зажигательным танцем — чарльстоном. Они вместе танцуют и весело проводят время. В финале картины исследователь уговаривает дикарку, приобщившуюся к некоторым благам цивилизации, отправиться с ним. Они взбираются по верёвочной лестнице на его летательный аппарат и улетают. «Так в Африку пришла новая мода: культура белых аборигенов», — указывается в конце.

## Над фильмом работали
Актёрский состав:
| Катрин Гесслинг | танцовщица          |
| Джонни Хиггинс  | негр, исследователь |
| Пьер Бронберже  | ангел               |
| Пьер Лестренге  | ангел               |
| Жан Ренуар      | ангел               |
| Андре Серф      | ангел, обезьяна     |

Съёмочная группа:
| Роль           | Имя            |
| -------------- | -------------- |
| Режиссёр       | Жан Ренуар     |
| Производство   | Néo-Films      |
| Продюсер       | Пьер Бронберже |
| Автор сценария | Пьер Лестренге |
| Монтажёр       | Жан Ренуар     |
| Оператор       | Жан Башле      |
| Композитор     | Клеман Дусе    |

## Создание
Несмотря на успех у критики и публики во Франции, значительная финансовая неудача крупнобюджетного фильма «Нана» (1926), который Жан Ренуар частично финансировал, заставила его на некоторое время перейти к постановкам, ориентированным на зрительский успех. Позже он говорил о своих дозвуковых картинах: «Я снял всего один фильм — „Нана“; остальное — это спорт и коммерция». По мнению Пьера Лепроона, в то время по такому пути вынуждены были пойти многие другие видные французские кинорежиссёры — Жан Эпштейн, Марсель Л’Эрбье, Жермена Дюлак. Эти кинематографисты, чтобы иметь возможность создавать оригинальные произведения, вынуждены были снимать заведомо коммерческую продукцию. Про этот период Ренуар позже писал, что находил для себя проекты и снимал «бесцветные фильмы»: «Эти картины успеха не имели, но продюсеры были довольны. Они считали мою работу „коммерческой“. На жаргоне кинематографистов коммерческий фильм — не тот, который делает кассовые сборы, а тот, который задуман и выполнен по канонам рынка».

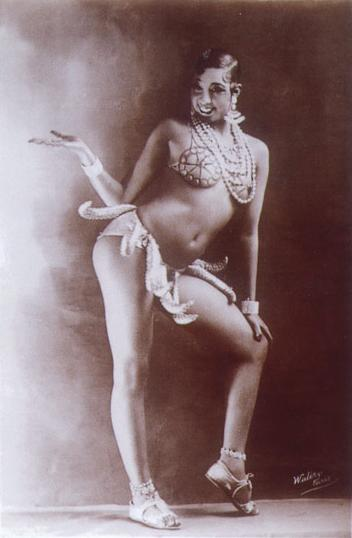
Жозефина Бейкер в банановой юбочке, 1926/1927

Следующей картиной Ренуара, снятой после экранизации романа Эмиля Золя, стал бурлескный «фантастический этюд» в духе картин Жоржа Мельеса — «Чарльстон». Фильм был вдохновлён модными американскими веяниями эпохи Джаза — музыкой и танцами, получившими распространение в Европе в 1920-е годы. Увлечение ими произошло во-многом из-за искусства танцовщицы Жозефины Бейкер, именно с ней связывают знакомство парижской публики с чарльстоном. Во Франции «чёрная пантера» обрела известность как ведущая танцовщица в представлении «Негритянский парад» (La Revue Nègre), премьера которого состоялась в Париже 2 октября 1925 года в «Театре на Елисейских полях». С этим шоу она успешно гастролировала в Европе, а после возвращения из турне стала звездой Фоли-Бержер. Там она блистала в своей знаменитой банановой юбочке в новом представлении — «Сенсация» (буквально «Безумие дня» — La Folie du Jour).
Париж принимал большое негритянское ревю, которое привезло к нам Жозефину Бекер. Члены труппы после представления в театре «Амбассадёр» или в Театре Елисейских полей играли в ночных кабаре Парижа и услаждали завсегдатаев, среди которых были и мы, своими самыми типичными композициями. Не думаю, чтобы они делали это ради денег. Джаз был религией, которая требовала прозелитов. Я счастлив, что жил в то время, когда гении джаза «hot» открывали самих себя.
Был покорён новой американской модой и Ренуар с женой Катрин Гесслинг и друзьями. В частности, они стали поклонниками белого американского танцора Джонни Хиггинса, или Хаджинса (Johnny Hudgins), выступавшего загримированным под негра. Ранее он выходил на бродвейскую сцену вместе с Бейкер, ещё в американский период их жизни. Он выступал в клубах Гарлема, гастролировал по Америке и Европе, где его называли «цветным» Чарли Чаплином . За своё хореографическое искусство и за характерные восклицания в одном из номеров, его прозвали «Человек Уа-Уа» (The Wah-Wah Man). Что касается джазовой музыки, горячим поклонником который стал режиссёр, то с ней его познакомил Жак Беккер — его новый друг и впоследствии многолетний сотрудник, сам ставший позднее видным режиссёром. Жена Ренуара также пришла в восторг от новых веяний и выразила желание сделать номер с Хиггинсом. Жану удалось уговорить его сняться в кино. Как это было обычно для его проектов, фильм был снят в дружеской обстановке, с участием близких и знакомых режиссёра. Так, он был основан на идее Андре Серфа (ассистента Ренуара), а Пьер Лестренге набросал сценарий. Ренуар в своей книге «Моя жизнь и мои фильмы» описывал сюжет следующим образом: «Идея фильма была простой и чёткой. Учёный негр, пришелец с другой планеты, посещает Землю. Вследствие звёздной войны наша планета была разрушена. Он высаживается рядом с колонной Морриса, единственным памятником, высящимся в этой пустыне, и его находит дикарка, которая, не зная языка этого учёного, изъясняется танцами. После этого танца учёный вновь улетает на свою планету, забрав дикарку с собой».
Роль обольстительницы досталась Гесслинг, а элегантно одетого пришельца-исследователя — Хиггинсу. Бронберже, Лестренге, Ренуар и Серф появляются на фоне «неба» — нарисованного картонного задника с просунутыми через него головами — в образе четырёх из шести ангелов, одобрительно взирающих на происходящее. Серф также предстал в образе обезьяны (гориллы), дружной с героиней Гесслинг. Впоследствии Ренуар говорил, что снимал короткометражку в качестве «прощания с кино» и она получилась «незавершённой». По некоторым слухам это произошло по причине того, что Хиггинс через три дня после начала съёмок куда-то пропал. Однако современный биограф Ренуара Паскаль Мерижо писал, что это «дезертирство» ничем не подтверждено, а сам фильм не производит впечатления того, что он не закончен. Проанализировав прессу того периода, он пришёл к выводу, что если и были задержки в съёмочном процессе, то они были связаны с болезнью Гесслинг. Однако, если верить имеющимся сообщениям, это могло прервать съёмку лишь на несколько дней. «Незавершённость» Мерижо относил скорее к невозможности фиксации записи музыкального сопровождения, созданного Клеманом Дусе, пианистом из модного парижского кафе-кабаре «Бык на крыше», где часто звучала негритянская музыка.
Первоначально фильм должен был называться просто «Чарльстон». Однако в связи с тем, что это название уже выбрала для своей документальной ленты компания Erka, от него вынуждены были отказаться. В итоге Ренуара убедили дать своей короткометражке более пространное название — «На мотив чарльстона» (Sur un air de Charleston). Фильм был снят осенью 1926 года силами компании Néo-Films, возглавлявшейся Бронберже. Создание происходило в условиях ограниченного бюджета и с использованием остатков плёнки, оставшихся после работы над «Нана». По некоторым сведениям на его создание понадобилось три съёмочных дня, а съёмки происходили в Studios d'Épinay под Парижем с использованием одной декорации.
C 5 по 11 ноября 1926 года фильм Ренуара демонстрировался на экране во время конкурса танцовщиков чарльстона в парижском зале Artistic Cinema. 19 марта 1927 года фильм вышел в ограниченный прокат. Он демонстрировался только в нескольких киноклубах, в частности в зале театра «Старая голубятня», где шёл под музыкальное сопровождение Клемана Дусе. Кроме того, в следующем месяце его показывал под названием «Чарльстон-парад» в парижском кинотеатре «Павильон» в своей программе Жан Тедеско. Она была составлена из работ демонстрировавшихся в театре «Старая голубятня» и в неё также входила сцена сна из более ранней картины Ренуара — «Дочь воды». Как указывается в более поздней критике, этот непритязательный фильм в мюзик-холльной эстетике и с модными танцевальными джазовыми ритмами не имел финансового успеха, подвергся критике за «пошлость» и дошёл в неполной версии. Согласно сведениям, приводимым Мерижо в монографии «Жан Ренуар», длительность картины составляет 25 минут, однако имеются версии и с меньшим хронометражем.

## Критика
Мерижо привёл одно из редких из дошедших до нас критических суждений (Le Figaro от 28 марта 1927 года), появившихся в прессе тех лет о «Чарльстоне». Согласно ему, сценарий мог стать основой для «замечательного фильма». Однако, по мнению рецензента, в результате появился только «набросок», где «белая женщина и чёрный мужчина — предаются забавным играм, которые выглядят ещё более забавными благодаря чудесам замедленной съёмки». Один из критиков пошутил, что в столь тяжёлые времена, когда уголь очень дорог, фильм будет иметь успех, так как сам по себе является прекрасным средством «самосогревания» зрителя. По свидетельству самого режиссёра, этот фильм так и не был закончен, о чём он впоследствии сожалел, а оставшиеся его части называл интересными. Там его жена выглядела потрясающе: «Любопытно, что этот фильм или, точнее, кусок этого сознательно авангардистского фильма, который родился из моего восторженного отношения к джазу, был хорошо принят прессой. Тем не менее её благоприятные свидетельства не открыли перед ним двери кинозалов».
По мнению французского критика Жака Брюниуса, этот фильм Ренуара примыкает к авангардистским опытам 1920-х годов, среди которых выделяется нашумевший «Антракт» Рене Клера, до которого «Чарльстону» однако далеко. Однако он отмечал, что танцевальный фильм был «опытом поэтичным, забавным и стоящим, но слишком тягучим и недостаточно изобретательным». Мерижо в этом отношении отмечал, что Ренуар приобщился к новаторским течениям «сам того не желая, но и не пытаясь этого избежать». Мартин О’Шонесси охарактеризовал работу Ренуара как «авангардистский научно-фантастический фильм» (short avant gardist science fantasy film), предназначенный показать танцевальные способности жены. O’Shaughnessy В литературе отмечался приятельский способ создания фильма, чему способствовал характер и стремления режиссёра. Так, лента характеризовалась как «замечательный пример экспериментального сотрудничества друзей». Советский киновед Георгий Авенариус в своей монографии «Жан Ренуар» также отмечал авангардистские приёмы ленты, в частности, использование ускоренной съёмки для «научного анализа па чарльстона».

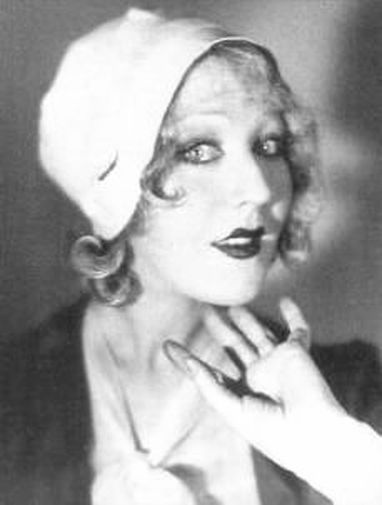
Катрин Гесслинг около 1925 года

Андре Базен, который назвал Гесслинг настоящей владычицей немых картин Ренуара, писал, что в этом фильме он «занят не столько работой со своей исполнительницей в зависимости от её персонажа и драматургии сцены», сколько показом её в «максимальном количестве поз». Он характеризовал сценарий как «незначительный и причудливый», который был призван лишь для «необычного и беспорядочного показа Катрин Гесслинг». Это мнение во многом разделял и Франсуа Трюффо, увидевший в этом фильме усиление тенденции на эксплуатацию эротичности жены Ренуара, начавшейся ещё с «Нана». Также по его мнению, «этот дебош голых ляжек и грудей, демонстрируемых танцовщицей в плавках и полураскрытом корсаже, шокировал публику». Это одна из главных причин коммерческой неудачи картины: «Из-за своего чистого бурлескного духа „Чарльстон“ не имел никакого успеха, однако то, что осталось от тысячи двухсот метров фильма, забавляет и увлекает своей непосредственностью и необузданной фантазией». Несмотря на то, что в некоторых обзорах сюжетов присутствует описание разрушенной Европы, как находившейся в состоянии ледникового периода, ничто в высказываниях режиссёра, ни в самом действии не указывает на это. Так, полуголая женщина и её обезьяна вполне комфортно себя чувствуют в таком климате.
Мерижо писал, что судить о художественных качествах картины без музыки очень проблематично. Авторы, которых захлестнула «„негритянская“ волна», сняли несерьёзную развлекательную короткометражку, где «выворачивают штампы наизнанку». Так, в их мире учёным предстаёт чернокожий, одетый в смокинг и перчатки, а белая женщина оказывается полуголой дикаркой, живущей в парижской тумбе для вывешивания рекламных афиш — уцелевшем архитектурном элементе утраченной цивилизации. Чисто развлекательный характер фильма свидетельствует о том, что Ренуар ещё не нашёл своей стилистики и кинематограф для него на тот период, так и оставался ещё «забавой»: «Коммерческий провал „Нана“ стал для него дорогим уроком, на котором он выучил первое правило продюсерского ремесла — никогда не вкладывать собственных денег. Хронометраж ленты (каких-то двадцать минут) как раз связан с этим откровением; впрочем, Ренуар снова руководствуется единственным принципом — делать только то, что нравится».